# 6
 Тази статия е за шестата година от новата ера.  За числото шест вижте 6 (число).  За други значения вижте 6 (пояснение).
6 (шеста) година е обикновена година, започваща в петък по юлианския календар.

## Събития
- Пролет: Римската империя започва поход против германските маркомани в днешна Бохемия.
- Късна пролет: Панонско въстание с водач Марбод.
- Тиберий потушава въстанията в Далмация и Панония. (6 – 9 г.)
- Корсика и Сардиния стават императорски провинции.
- Легат Публий Сулпиций Квириний провежда в римските провинции Сирия и Юдея преброяване на населението.

## Родени
- Нерон Цезар, римски политик († 30)
- Луцилий Младши, римски конник и поет

## Починали
- Ород III, цар на Партия
- Клеопатра Селена II, царица на Мавретания (* 40 пр.н.е.)